# 費林 (伊利諾伊州)
費林（英語：Ferrin）是位於美國伊利諾伊州克林頓縣的一個非建制地區。該地的面積和人口皆未知。

## 地理
費林的座標為38°36′34″N 89°14′00″W / 38.60944°N 89.23333°W，而該地的平均海拔高度為142米（即466英尺）。